# 藤本昭
藤本 昭（ふじもと あきら、1928年4月20日 - 2019年7月16日）は、日本の経済学者、神戸大学名誉教授。中国経済が専門。

## 経歴
1928年、大阪市で生まれた。大阪商科大学経済学科で学び、戦後の1951年に卒業。
卒業後は大阪市立大学経済研究所助手に採用され、日本の繊維産業の調査研究に従事。しかし、経済研究所にアジア研究グループが組織されるとメンバーとなり、本格的に中国経済研究を始めた。1957年に講師昇格。1963年に神戸大学経済学部助教授となり、1971年に教授昇格。1973年、学位論文『新中国の国家財政の研究』を神戸大学に提出して経済学博士号を取得。1992年に神戸大学を定年退官し、名誉教授となった。その後は姫路獨協大学教授として教鞭をとった。
2019年に死去。

## 受賞・栄典
- 2010年4月：瑞宝中綬章受章[5]

## 研究内容・業績
専門は中国経済。社会主義経済へ突き進む中国農村の市場に注目し、情報が限られる中でその実態の解明、制度的課題、社会主義経済における市場の役割などの考察を研究テーマとした。

## 著作
単著
- 『新中国の国家財政の研究』神戸大学研究双書刊行会 1971

共編著
- 『日本綿紡績工業論』結城治郎共著 日本評論新社(社会科学双書) 1957
- 『中国経済 調整と改革』河地重蔵・上野秀夫共著 世界思想社 1984
- 『変貌する中国経済』河地重蔵・上野秀夫共著 世界思想社 1987
- 『アジアの中の中国経済』河地重蔵・上野秀夫共著 世界思想社 1991
- 『現代中国経済とアジア 市場化と国際化』河地重蔵・上野秀夫共著 世界思想社 1994
- 『中国-市場経済への転換』編著 日本貿易振興会 1994
- 『ポスト鄧小平体制の中国』編著 日本貿易振興会 1995
- 『中国21世紀への軟着陸』編著 日本貿易振興会 1997
- 『中国経済と東アジア圏』河地重蔵・上野秀夫共著 世界思想社 1998